# Legge della sovrapposizione

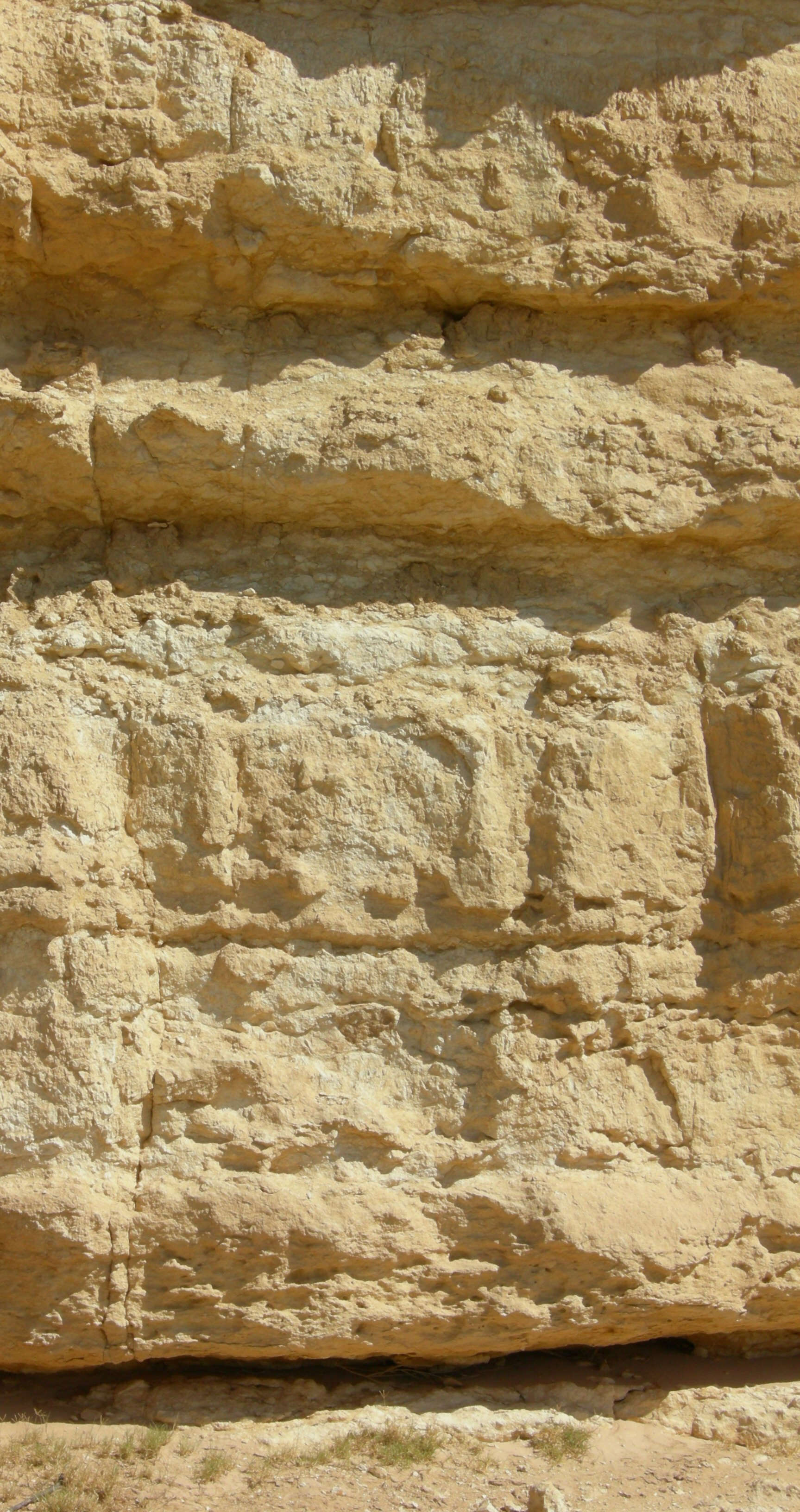
Una sezione stratigrafica di roccia del Giurassico esposta nel Makhtesh Gadol, Israele. Poiché non c'è nessun rovesciamento, per il principio di sovrapposizione, la roccia in fondo è più vecchia della roccia in alto.

La legge della sovrapposizione è un assioma e un principio fondante della stratigrafia sedimentaria, basato sulle osservazioni della storia naturale, che forma una delle basi delle scienze geologiche e archeologiche e di altri campi delle scienze naturali correlate che si occupano della stratigrafia geologica:
Partendo dal presupposto che la stratificazione archeologica è una raccolta, anzi meglio un'antologia dei paesaggi del passato, nella sua forma più semplice afferma che in sequenze stratigrafiche non deformate, il giacimento più antico si troverà in fondo alla sequenza.
Questo è di grande importanza per la datazione stratigrafica, che presume che la legge di sovrapposizione sia vera e che un oggetto non possa essere più vecchio dei materiali di cui è composto.
Se combinato con la legge di successione faunistica correlata, la legge di sovrapposizione fornisce uno strumento molto potente per la datazione delle rocce e dei giacimenti.
Il principio venne proposto per la prima volta nell'XI secolo dal geologo persiano, Avicenna (Ibn Sina); successivamente nel XVII secolo la legge venne formulata più chiaramente dallo scienziato danese Niels Stensen.

## Sviluppo dellalegge della sovrapposizione
Mentre discute sulle origini delle montagne nel suo Libro della salute del 1027, Avicenna per primo diede un abbozzo del principio della sovrapposizione degli strata come segue:

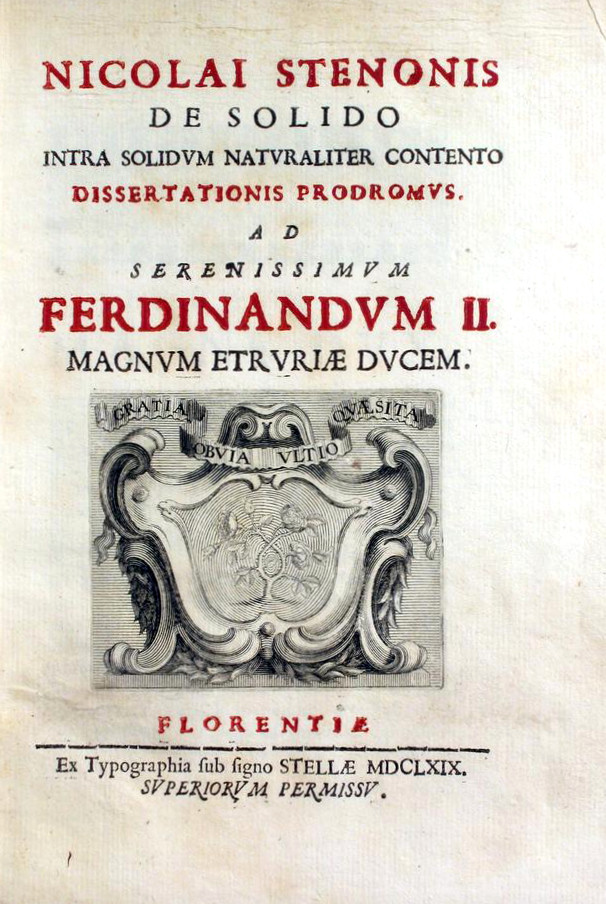
L'opera di Stenone dal titolo De solido intra solidum naturaliter contento dissertationis prodromus.

Supposto che tutte le rocce e minerali fossero una volta stati fluidi, Niccolò Stenone teorizzava che gli strata di roccia si fossero formati quando le particelle in un fluido come l'acqua precipitavano sul fondo. Questo processo lascerebbe strati orizzontali. Perciò il principio dell'orizzontalità originaria di Stenone afferma che gli strati di roccia si formino in posizione orizzontale, e ogni deviazione dalla posizione orizzontale è dovuta al disturbo che ebbero le rocce successivamente.
Ci sono comunque eccezioni per questo caso, poiché i sedimenti possono essere depositati su pendii o gradienti. Questi possono essere ripidi, localmente, di molti gradi. Tuttavia il principio resta essenzialmente valido.
Stenone affermò un altro principio più generale in questo modo:
In altre parole: un oggetto solido farà sì che ogni solido formantesi attorno ad esso successivamente si conformerà alla sua propria forma.
Stenone fu capace di mostrare col suo ragionamento che i fossili e i cristalli devono essersi solidificati prima che la roccia incassante (host rock) che li contiene si andasse formando. Se una "lingua di pietra" (glossopetra) trovata in alcune rocce fosse cresciuta dentro una roccia, essa sarebbe stata distorta dalla roccia circostante, allo stesso modo che una radice d'albero può venire distorta durante la crescita dentro un crepaccio della terra. Invece, la "lingua di pietra" deve essere stata sepolta in sedimenti soffici i quali induriranno più tardi. Le vene (fessure riempite di minerali) e molti cristalli, d'altra parte, devono essersi formati dopo che la roccia circostante si sia solidificata, dato che spesso non mostrano irregolarità di forma, per la tendenza a conformarsi alla solida roccia circostante.
Infine, nella stratificazione (strata), gli strati superiori si modellano alla forma degli strati inferiori... e dunque, in una serie di strata, quelli più giovani devono trovarsi in alto, mentre i più vecchi giaceranno in fondo. Questo succede perché lo strato più recente è venuto a depositarsi dopo e sugli strati più vecchi, determinando così la loro posizione nella stratificazione. Dato che il più antico venne depositato prima, esso si troverà in fondo e viceversa.
Dall'osservazione di Stenone affermante che gli strati di roccia si formano quando le particelle precipitano dalla loro sospensione in un fluido, ne consegue che lo stratum più giovane viene a trovarsi al di sopra di una sequenza. Tuttavia, questo principio si applica anche ad altri tipi di rocce che non siano formate dall'acqua, come le rocce vulcaniche che si distendono sulle colate più vecchie, durante il flusso stratificante delle rocce magmatiche.
Stenone si rese conto che altri processi geologici potrebbero creare eccezioni apparenti a queste sue leggi di sovrapposizione e orizzontalità, perciò presumeva anche che la formazione delle caverne potesse rimuovere parte dello strato più basso, e il collasso di una caverna potesse trasportare grandi pezzi degli strati superiori verso il fondo. Riconobbe inoltre che le rocce potessero essere sollevate da forze sotterranee. I geologi adesso riconoscono che l'inclinazione, il piegamento e la fagliatura possono complicare anche l'analisi di una sequenza stratigrafica. La roccia effusiva può premere attraverso il suo percorso le rocce circostanti e talvolta comprimere gli strati di roccia più arcaica, formando così un'altra eccezione alla legge di Stenone. Comunque, tali anomalie lasciano tracce fisiche nelle rocce disturbate; per esempio, gli strati di roccia fagliata possono essere fessurati, rotti o metamorfizzati lungo le linee di faglia.
La legge di Stenone è un'enunciazione di tempo relativo, ma non assoluto: due strati di roccia, in linea di principio, potrebbero formarsi a distanza di milioni di anni o soltanto di giorni.

## Applicazione della legge della sovrapposizione

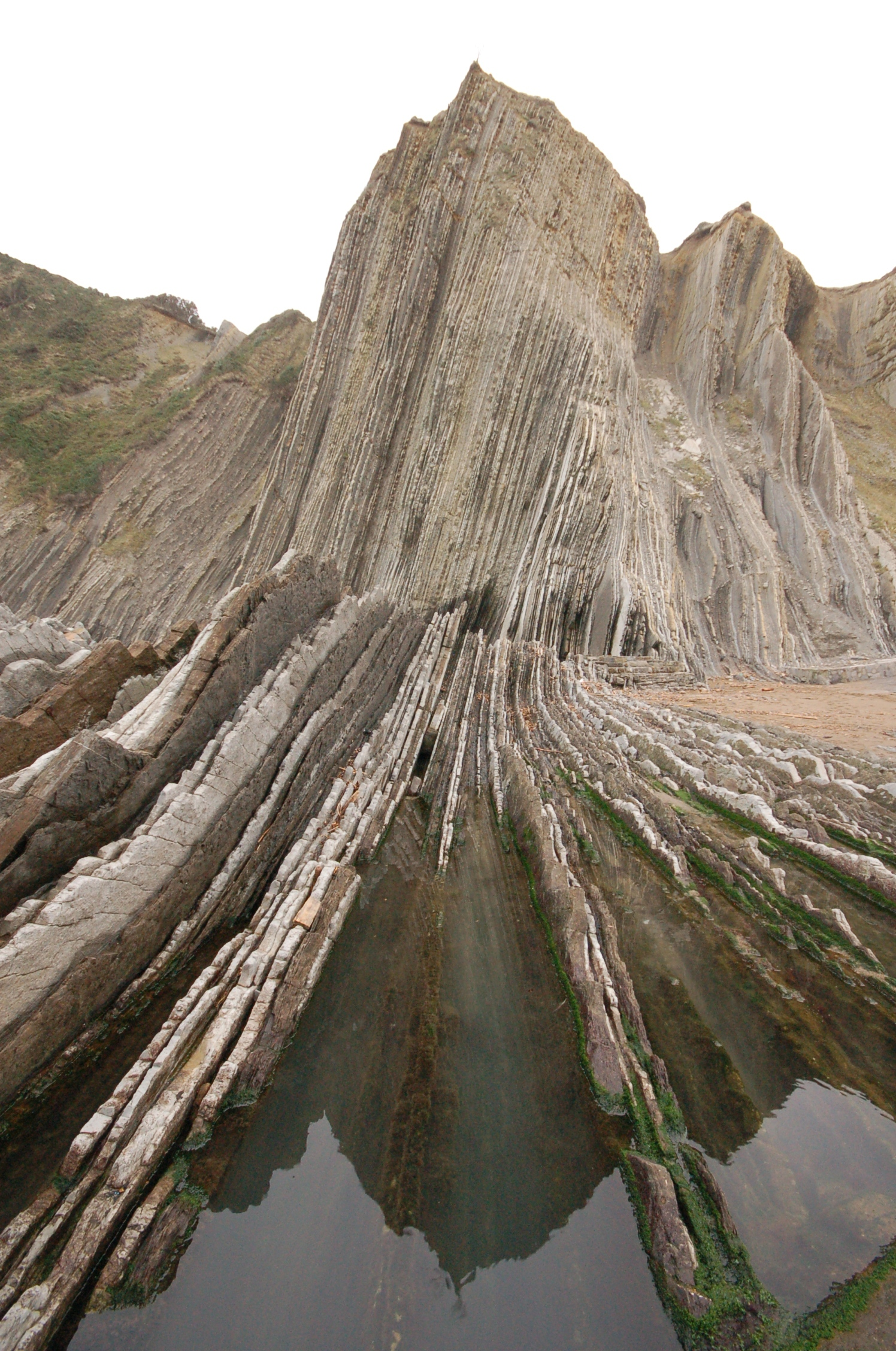
Le forze tettoniche possono deformare l'originario assetto orizzontale degli strati fino a verticalizzarli e quindi rovesciarne la successione rispetto alla verticale terrestre; in questo caso sono necessarie osservazioni ulteriori per determinare l'originaria polarità' deposizionale.

Stenone stesso non vide difficoltà nell'attribuire la formazione della maggior parte delle rocce al diluvio universale menzionato nella Bibbia. Tuttavia, egli notò che, nei due tipi di roccia maggiori negli Appennini vicino a Firenze (Italia), gli strati inferiori non avevano fossili, contrariamente a quelli superiori che invece ne erano ricchi. Egli suppose che gli strati superiori ebbero a formarsi con il diluvio, dopo la creazione della vita, mentre quelli inferiori prima. Questo fu il primo uso della geologia per cercare di distinguere differenti periodi di tempo nella storia della Terra – un approccio che si svilupperà in modo straordinario con il lavoro degli scienziati successivi.
Le faglie inverse erano note a Stenone e ai suoi contemporanei, ma furono definite soltanto nel tardo XIX secolo e all'inizio del successivo da Peach e Horne a Knockan Crag, Scozia, nella faglia della Moine Thrust. Le faglie della Thrust possono ingenerare confusione nella legge della sovrapposizione poiché esse si realizzano parallele nella stratificazione e possono essere difficili da rilevare, creando di conseguenza situazioni dove inesplicabilmente, gli strati più vecchi possono sovrapporsi a quelli più recenti.
Nelle successioni sedimentarie esistono anche le lacune stratigrafiche dovute ad erosione o non deposizione.
Quando combinata con il correlato principio di successione faunistico, la legge di sovrapposizione fornisce uno strumento molto potente per la datazione di rocce e strati.

## La teoria della sovrapposizione modificata da considerazioni archeologiche
La sovrapposizione in archeologia e specialmente nella stratificazione in uso durante lo scavo è leggermente differente poiché i processi coinvolti nella stratificazione degli stati archeologici sono talvolta differenti dai processi geologici.
Non c'è necessità che, nella registrazione archeologica, le intrusioni di manufatti e attività umane vengano a formarsi cronologicamente dall'alto verso il basso o deformati da quelli orizzontali, come lo sono gli strati naturali costituiti da processi equivalenti. Alcuni strata archeologici (spesso definiti come contesti o strati) sono creati da precedenti strati dal basso verso l'alto (undercutting). Un esempio potrebbe essere il riempimento con silt di un canale sotterraneo che talvolta viene a formarsi nel suolo immediatamente sovrastante. Un altro esempio di sovrapposizione non verticale potrebbero essere le modifiche che servono per impiantare alcune strutture, come la creazione di nuove porte e finestre in un muro.
La sovrapposizione in archeologia richiede un grado di interpretazione per identificare correttamente le sequenze cronologiche e in questo senso la sovrapposizione archeologica è più dinamica e multi-dimensionale.